# Ziguinchor
Ziguinchor (cũng viết Zinguinchor) là thủ phủ vùng Ziguinchor và là thành phố chính của khu vực Casamance của Sénégal, nằm ở cửa sông Casamance. Thành phố có dân số 230.000 người (ước tính năm 2007). Đây là thành phố thứ nhì Senegal, phần lớn bị tách khỏi phía bắc quốc gia bởi Gambia. Đây là thành phố lớn thứ 7 quốc gia này.
Khu định cư châu Âu đầu tiên ở khu vực đã được thiết lập bởi người Bồ Đào Nha vào năm 1645. Trong thời gian chiếm đóng của người Bồ Đào Nha, khu vực này là một cảng thương mại mua bán nô lệ.